# Gazeta de São João del-Rei
Gazeta de São João del-Rei é um periódico semanal, distribuído gratuitamente em São João del-Rei e região.